# 奥列格·霍尔特维扬斯基
奥列格·米科拉約维奇·霍尔特维扬斯基（羅馬化：Oleh Mykolaiovych Holtvianskyi；1980年9月8日—），乌克兰白人民族主義者、極右翼政治家。他是烏克蘭極右翼政黨乌克兰语全国联盟的領袖，也是烏克蘭民兵團體佩乔尔斯克的第一任指揮官。

## 外部連結
- facebook （页面存档备份，存于）
- twitter
- instagram